# Akira Kubodera
Akira Kubodera (窪寺 昭 Kubodera Akira?,  Tokio, Japón, 20 de enero de 1977 - Nakano, Tokio, 13 de noviembre de 2020) fue un actor japonés, afiliado a Hirata Office. Kubodera es principalmente conocido por sus roles de Kunzite en Pretty Guardian Sailor Moon, Kanai/Giraffa Undead en Kamen Rider Blade y Aberu/Warthog Fangire en Kamen Rider Kiva.

## Biografía
Kubodera nació el 20 de enero de 1977 en la ciudad de Tokio, Japón. Comenzó su carrera trabajando como modelo mientras asistía a la Universidad de Nihon y, tras graduarse de esta, fue cuando decidió enfocarse en la actuación. Debutó como actor en 1999, interpretando el personaje de Izō Okada en la obra teatral Daten Shinden. Kobudera ganó reconocimiento notable en 2003, tras interpretar a Kunzite en Pretty Guardian Sailor Moon, una serie de acción real basada en el popular manga de Sailor Moon. Al año siguiente, dio vida al personaje de Kanai/Giraffa Undead en Kamen Rider Blade. También ha tenido papeles secundarios en GōGō Sentai Bōkenger y Kamen Rider OOO. En los años posteriores, continuó apareciendo mayormente en series de televisión, obras teatrales y musicales.
Desde su debut como actor hasta el 31 de julio de 2020, Kubodera estuvo afiliado a la agencia SR Production y, tras su salida de la misma, pasó a ser artista independiente. En agosto de ese mismo año, se unió a la agencia Hirata Office.
El 13 de noviembre de 2020, Kubodera fue encontrado inconsciente en su hogar en Nakano, Tokio. Kubodera fue rápidamente trasladado al hospital, donde fue declarado muerto. La causa de su muerte fue posteriormente confirmada como suicidio. De acuerdo con lo informado, Kubodera había estado experimentando problemas financieros debido a la reciente pandemia de COVID-19 y la consecuente cancelación de obras de teatro y musicales.

## Vida personal
El 23 de enero de 2011, Kubodera anunció en una reunión de fans que estaba casado con la también actriz Hiroko Ōmori desde 2007.

## Filmografía

### Series de televisión
| Año  | Título                                                  | Rol                    | Notas        |
| ---- | ------------------------------------------------------- | ---------------------- | ------------ |
| 2003 | Pretty Guardian Sailor Moon                             | Kunzite                | Rol debut    |
| 2004 | Kamen Rider Blade                                       | Kanai/Giraffa Undead   |              |
| 2005 | Dōyō Wide Gekijō                                        |                        |              |
| 2005 | Zako Kenji Ushio Tadashi no Jiken-bo                    |                        |              |
| 2005 | Hi no Jūjika                                            |                        |              |
| 2005 | Ai no Gekijō: Teisō Mondō                               | Itsurō Kiga            |              |
| 2006 | GōGō Sentai Bōkenger                                    | Yūji Toba              |              |
| 2006 | Keishichō Sōsa Ikka 9 Gakari                            | Tatsuya Senzaki        |              |
| 2006 | Odoru! Oyabun Tantei: Kyōto Awa Odori Satsujin Jiken    | Hisayuki Sudō          |              |
| 2007 | Onna Keiji Mizuki                                       | Yoshio Yanagi          |              |
| 2008 | Kimi Hannin Janai yo ne?                                | Hiroshi Mitamura       |              |
| 2008 | Kamen Rider Kiva                                        | Aberu/Warthog Fangire  |              |
| 2008 | Lotto 6 de San-oku Ni-senman En Ateta Otoko             | Invitado               |              |
| 2008 | Giragira                                                | Host                   |              |
| 2009 | Zeni Geba                                               | Compañero de Misono    |              |
| 2009 | Rescue: Tokubetsu Kōdo Kyūjotai                         | Padre                  |              |
| 2009 | Boku no Imoto                                           | Manager                |              |
| 2009 | Tomica Hero: Rescue Fire                                |                        |              |
| 2009 | 7 Man-ri Tantei Nitobe                                  | Tatsuya Honda          |              |
| 2009 | Karei Naru Spy                                          | Héroe                  |              |
| 2010 | Massugu na Otoko                                        | Onodera                |              |
| 2010 | Angel Bank                                              | Empleado               |              |
| 2010 | Keishichō Sōsa Ikka 9 Gakari                            | Gaku Kamiya            |              |
| 2010 | Face Maker                                              | Empleado de cabaret    |              |
| 2010 | Perfect Report                                          | Masaru Nojima          |              |
| 2011 | Misaki Number One!!                                     | Kurata                 |              |
| 2011 | Hanchō: Jinnan-sho Asaka han                            | Novio                  |              |
| 2011 | Kamen Rider OOO                                         | Dr. Fujita             |              |
| 2011 | Boss                                                    | Padre                  |              |
| 2011 | Bull Doctor                                             | Bombero                |              |
| 2012 | Saigo Kara Nibanme no Koi                               | Novio                  |              |
| 2012 | Switch Girl!!                                           | Gerente                |              |
| 2012 | Strawberry Night                                        | Jun Nagatsuka          |              |
| 2012 | 13-sai no Hello Work                                    | Hombre                 |              |
| 2012 | Keiji Yoshinaga Seiichi Namida no Jiken-bo              | Tōyama                 |              |
| 2012 | Koi Nante Zeitaku ga Watashi ni Ochite Kuru Nodarou ka? |                        |              |
| 2012 | Ghost Writer no Satsujin Shuzai                         | Tōichirō Kamata        |              |
| 2012 | Vision: Koroshi ga Mieru Onna                           | Kuwano                 |              |
| 2012 | Morimura Seiichi no Shūchakueki 26 Satsui no Honryū     | Empleado de peluquería |              |
| 2012 | Perfect Blue                                            | Hombre                 |              |
| 2012 | Hunter: Sono Onna-tachi, Shōkin Kasegi                  | Detective Shifuku      |              |
| 2013 | The Last Hope                                           | Masatoshi Yano         |              |
| 2013 | Last Cinderella                                         | Hombre                 |              |
| 2014 | Yamada-kun to 7-nin no Majo                             | Padre de Noa           |              |
| 2014 | Yoru no Sensei                                          | Piloto                 |              |
| 2014 | Kūsō Shōjo                                              | Oda Nobunaga           |              |
| 2014 | Hanasaki Mai ga Damattenai                              | Oficial                |              |
| 2014 | Keishicho Sosa Ikka 9 Gakari                            | Atsushi                |              |
| 2014 | Surprise                                                | Empleado               |              |
| 2015 | Dakara Kōya                                             | Novio de Chisako       |              |
| 2015 | Date: Koi to wa Donna Mono Kashira                      | Shimabukuro            |              |
| 2015 | Neko Samurai                                            |                        |              |
| 2015 | Tantei no Tantei                                        | Hombre DV              |              |
| 2016 | Itsuka Kono Koi o Omoidashite Kitto Naite Shimau        | Empleado               |              |
| 2016 | Aibō                                                    | Yūsuke Togasawa        | Temporada 14 |
| 2016 | Yutori Desu ga Nani ka                                  | Empleado               |              |
| 2016 | Kyabasuka Gakuen                                        | Empleado               |              |
| 2017 | Sakurako-san no Ashimoto ni wa Shitai ga Umatteiru      | Hanabusa               |              |
| 2017 | AI: Watashi to Kanojo to Jinkō Chinō                    | Colega                 |              |
| 2017 | Okusama wa, Toriatsukai Chūi                            | Hombre                 |              |
| 2018 | Hakujitsu no Karasu                                     | Empleado               |              |
| 2018 | Head Hunter                                             | Igai                   |              |
| 2018 | Tokusō 9                                                | Masami Fujii           |              |
| 2019 | Miki Kurinikku de Kanpai wo                             | Yamato Nishiwaki       |              |
| 2019 | Toritsu Mizusho!: Ryōwa                                 | Sugano                 |              |
| 2019 | Kekkon Dekinai Otoko                                    | Manager                |              |
| 2019 | Re: Follower                                            | Shūichi Magata         |              |
| 2019 | Sherlock: Untold Histories                              |                        |              |
| 2020 | Chūzai Keiji                                            | Kiyotaka Okinaga       | Temporada 2  |
| 2020 | M Aisubeki Hito ga Ite                                  |                        |              |
| 2020 | Hansamu Senkyo                                          |                        |              |

### Películas
| Año  | Título                                         | Papel        | Notas |
| ---- | ---------------------------------------------- | ------------ | ----- |
| 2005 | Shibuya Monogatari                             | Yakuza       |       |
| 2008 | Cool Girls                                     | Kō           |       |
| 2010 | Bayside Shakedown 3                            | Investigador |       |
| 2010 | Gekijouban Trick: Reinouryokusha Battle Royale | Amami        |       |
| 2021 | Torikago                                       | Doctor       |       |